# Haeffner Ferenc
Haeffner Ferenc, színészként Hetényi Ferenc (Budapest, 1903. november 16. – Budapest, 1971. november 22.) magyar színművész, táncoskomikus, rendező, a bukaresti Magyar Színház alapítója.

## Családja
1903. november 16-án született, Haeffner Ferenc János magyar királyi posta- és távírdafelügyelő és Keserű Rozália első gyermekeként.
Első felesége Bartók Julianna színésznő (1903-1981), akitől 1935-ben elvált. Második házasságából, dubnucsányi és csíkszentiváni Kerekes Máriától két fia született, Ferenc és Zsigmond.

## Karrierje
Gimnáziumi tanulmányait a Budapesti Ágostai Hitvallású Evangélikus Főgimnáziumban (ma Budapest-Fasori Evangélikus Gimnázium) és a budapesti I. kerületi Magyar Királyi Állami Főgimnáziumban (ma Petőfi Sándor Gimnázium) végzete. Az érettségi sikeres megszerzése után tisztviselő lett. Színi pályáját Sebestyén Géza igazgatónál kezdte el, Budán. Ezután Heltai Hugónál, majd Somogyi Kálmánnál működött, ez utóbbinál rendező is volt. 1929-ben Radó Béla színtársulatának tagja.

## Társulatai
| Évkör     | Társulat vezetője és székhelye                     |
| --------- | -------------------------------------------------- |
| 1920-1921 | Sebestyén Géza budai színiigazgató társulata       |
| 1922-1924 | Heltai Hugó nyíregyházi színiigazgató társulata    |
| 1924      | Somogyi Kálmán pápai társulata                     |
| 1925-1927 | Miklósy Gábor, majd özv. Miklósy Gáborné társulata |
| 1928-1929 | Radó Béla szekszárdi társulata                     |
| 1929-1930 | Földes Dezső felvidéki társulata                   |
| 1930      | Polgár Károly munkácsi társulata                   |
| 1930      | Kovács Imre erdélyi társulata                      |
| 1931      | Miklósy Imre újpesti társulata                     |
| 1932-1933 | Halmi Jenő dunántúli társulata                     |
| 1934-1935 | Radó László tiszántúli társulata                   |
| 1936      | Pataky József társulata                            |
| 1938-1940 | Galetta Ferenc szigetvári társulata                |

## A bukaresti Magyar Színház
A kolozsvári Magyar Színház 1925-ös, 1926-os nagysikerű bukaresti vendégjátéka adta az ötletet a bukaresti Magyar Színház megalapítására. A Bukaresti Magyar Újság 1930. május 26-i száma adta ki a jelszót: „Magyar színházat Bukarestnek!” Egyes becslések szerint az ekkori román fővárosnak 600.000 lakosa volt, ebből több mint 100.000 magyar. A színház érdekében hónapokon keresztül folyt az agitáció. Kovács Imre erdélyi színigazgató kért és kapott játékengedélyt. Kibérelték és átalakították az Alhambra Színház termét, amelyet végül is nem kaptak meg, helyette a szűk Amicitia Teremben kezdték el a játékokat 1930. december 24-én. Főleg könnyű fajsúlyú operetteket játszottak. A társulat tagja volt Zöldhelyi Anna, Karácsonyi Illy, Ferenczi Marianne, Tihanyi Jutka, Sárvár Rózsi, Márkus Lajos, Hetényi Ferenc (Haeffner Ferenc), Halmay Vilmos, Oshanitzky Richárd karnagy, Izsó Miklós rendező, később Kőszegi Margit és mások.
1931. február 18-tól a Bulevard Elisabetán levő Transilvania Teremben folytatták az előadásokat. A színház március második felében anyagilag tönkrement. Több ízben történt sikertelen kísérlet a bukaresti Magyar Színház feltámasztására. 1934-ben a fővárosi Majestic és a Roxy Teremben három hétig játszottak színészek Vigh Ernő vezetésével. 1935. február 27-én kezdte meg működését a negyedik magyar színház Indig Ottó Ember a híd alatt c. darabjával. A kezdeményezés sikertelen volt, mint Salgó Andor színész-rendezőé is, aki ez idő tájt a műkedvelők részvételével próbálkozott.

## Játszott színdarabok
| Színdarab címe                         | Szerző - Zeneszerző                                     | Műfaj, kiadás éve       |
| -------------------------------------- | ------------------------------------------------------- | ----------------------- |
| A bajadér                              | Kálmán Imre                                             | operett, 1921           |
| A cigánybáró                           | ifj. Johann Strauss - Ignaz Schnitzler, Jókai Mór       | operett, 1885           |
| A csirkefogó                           | Szenes Béla                                             | vígjáték, 1925          |
| A fösvény                              | Molière                                                 | dráma, 1668             |
| A Gyurkovics lányok                    | Herczeg Ferenc                                          | operett, 1893           |
| A három grácia                         | Lehár Ferenc - Carlo Lombardo                           | operett, 1922           |
| A nóta vége                            | Zerkovitz Béla - Bús Fekete László                      | operett, 1925           |
| A rózsalány                            | Bruno Granichstaedten - Felix Dörmann                   | operett, 1908           |
| A sárga kesztyű                        | Bakonyi Kálmán                                          | katonadráma, 1922       |
| A szépasszony kocsisa                  | Czobor Károly - Rajna Ferenc, Kulinyi Ernő              | operett, 1923           |
| A vasgyáros                            | Georges Ohnet                                           | operett, 1883           |
| A velencei kalmár                      | William Shakespeare                                     | vígjáték, 1596          |
| A víg özvegy                           | Lehár Ferenc - Victor Léon, Leo Stein                   | operett, 1905           |
| Aranymadár                             | Zerkovitz Béla, Harmath Imre                            | operett, 1922           |
| Árendás zsidó                          | Klárné Angyal Ilka                                      | színmű, 1884            |
| Az aranykakas                          | Nyikolaj Andrejevics Rimszkij-Korszakov                 | opera, 1909             |
| Bál a Savoyban                         | Ábrahám Pál - Heltai Jenő                               | operett, 1932           |
| Bizánc                                 | Herczeg Ferenc                                          | operett, 1904           |
| Bolond Istók                           | Petőfi Sándor                                           | színmű, 1847            |
| Cigányprímás                           | Kálmán Imre - Fritz Grünbaum, Julius Wilhelm            | operett, 1912           |
| Csárdáskirálynő                        | Kálmán Imre - Leo Stein, Jenbach Béla                   | operett, 1915           |
| Csibi                                  | Szenes Béla                                             | vígjáték, 1919          |
| Diadalmas asszony                      | Harsányi Zsolt - Pjotr Iljics Csajkovszkij, Josef Klein | operett, 1923           |
| Dolly                                  | Hirsch Hugó - Ernst Bach, Franz Arnold                  | operett, 1923           |
| Elnémult harangok                      | Malonyai Dezső - Rákosi Viktor                          | operett, 1905           |
| Eltörött a hegedűm                     | Szilágyi László                                         | operett, 1928           |
| Érettségi                              | Fodor László                                            | színmű, 1935            |
| Fekete gyémántok                       | Jókai Mór                                               | színdarab, 1886         |
| Gróf Rinaldó                           | Szirmai Albert - Bakonyi Károly, Gábor Andor            | operett, 1919           |
| Gül Baba                               | Huszka Jenő, Martos Ferenc                              | operett, 1905           |
| Hamburgi menyasszony                   | Vincze Zsigmond, Kulinyi Ernő                           | operett, 1920           |
| Hamlet, dán királyfi                   | William Shakespeare                                     | tragédia, 1602          |
| Hármacskán                             | Pierre és Serge Veber - Harsányi Zsolt ford.            | vígjáték, 1925          |
| Három a tánc                           | Komjáthy Károly - Faragó Jenő, Szomaházy István         | operett, 1922           |
| Hattyúlovag                            | Zerkovitz Béla                                          | kisoperett, 1923        |
| Hazudik a muzsikaszó                   | Neumann Ferenc - Erdélyi Mihály                         | operett, 1922           |
| Katonadolog                            | Zerkovitz Béla - Béldi Izodor                           | operett-népopera, 1913  |
| Kék postakocsi                         | Szilágyi László - Buday Dénes                           | operett, 1923           |
| Kékszakáll nyolc felesége              | Alfrede Savoir                                          | vígjáték, 1922          |
| Lengyelvér                             | Nebdal Oscar                                            | operett, 1914           |
| Levendula                              | Szilágyi László                                         | énekesjáték, 1923       |
| Lili bárónő                            | Huszka Jenő - Martos Ferenc                             | operett, 1919           |
| Liliom, egy csirkefogó élete és halála | Molnár Ferenc                                           | külvárosi legenda, 1909 |
| Luxemburg grófja                       | Lehár Ferenc - Alfred Willner, Robert Bodanzky          | operett, 1909           |
| Lyon Lea                               | Bródy Sándor                                            | operett, 1915           |
| Madame Pompadour                       | Leo Fall                                                | operett, 1923           |
| Mágnás Miska                           | Szirmai Albert - Bakonyi Károly, Gábor Andor            | operett, 1916           |
| Májusi muzsika                         | Farkas Imre, Harsányi Zsolt                             | életkép, 1925           |
| Mari                                   | Róna Zoltán                                             | operett, 1921           |
| Marinka, a táncosnő                    | Jean Gilbert - Harsányi Zsolt ford.                     | operett, 1923           |
| Mesék az írógépről                     | Lajtai Lajos - Szomaházy István, Békeffi István         | operett, 1927           |
| Mézeskalács                            | Szirmai Albert - Emőd Tamás                             | daljáték, 1923          |
| Mintha álom volna...                   | Barna Izsó - Erdélyi Mihály és Kulinyi Ernő             | operett, 1923           |
| Nebántsvirág                           | Henri Meilhac, Albert Millaud                           | operett, 1883           |
| Nincs valami elvámolni valója?         | Maurice Hennequin, Pierre Weber - ford. Góth Sándor     | bohózat, 1906           |
| Nótás kapitány                         | Farkas Imre                                             | operett, 1924           |
| Orlow                                  | Bruno Bernhard Granichstädten                           | operett, 1925           |
| Osztrigás Mici                         | Georges Feydeau                                         | bohózat, 1899           |
| Őfelsége frakkja                       | Lajtai Lajos - Békeffi István                           | operett, 1931           |
| Postás Katicza                         | Zerkovitz Béla - Bús Fekete László, Kulinyi Ernő        | operett, 1925           |
| Rózsika lelkem                         | Farkas Imre                                             | operett, 1920           |
| Sulamith                               | Kövessy Albert - Abraham Goldfaden                      | opera, 1899             |
| Szép Heléna                            | Jacques Offenbach - Henri Meilhac, Ludovic Halévy       | operett, 1864           |
| Szibill                                | Victor Jacobi - Bródy Miksa, Martos Ferenc              | operett, 1914           |
| Tábortűznél                            | Haeffner Zsigmond Oszkár                                | színjáték, 1928         |
| Trónörökös                             | Geiger (György) Mór - Vajda Ernő                        | operett, 1916           |
| Tücsök Matyi utazása Tündérországba    | Andorffy Péter                                          | gyermekelőadás          |
| Tüzek                                  | Hans Müller                                             | dráma, 1922             |
| Úriemberek                             | John Galsworthy - Szép Ernő ford.                       | operett, 1922           |
| Van-e babája?                          | Alfred Hennequin, Paul Bilhaud, Gábor Andor             | bohózat, 1877           |